# Codex Rossanensis
Il Codex Purpureus Rossanensis (Gregory-Aland: Σ o 042) è un manoscritto onciale greco del VI secolo, conservato nel Museo diocesano e del Codex a Rossano in provincia di Cosenza. Al suo interno contiene i testi dei vangeli di Matteo e Marco, e una serie di miniature che ne fanno uno dei più antichi manoscritti miniati del Nuovo Testamento conservatisi. L'aggettivo "Purpureus" è dovuto al fatto che le sue pagine sono di colore rossastro (in latino purpureus).
Il Codex Rossanensis, assieme ai manoscritti Φ, N, e O, appartiene al gruppo dei manoscritti onciali purpurei.
Nell'ottobre del 2015 è stato riconosciuto quale patrimonio documentario dell'umanità e inserito dall'Unesco tra i 47 nuovi documenti del Registro della memoria mondiale.

## Storia

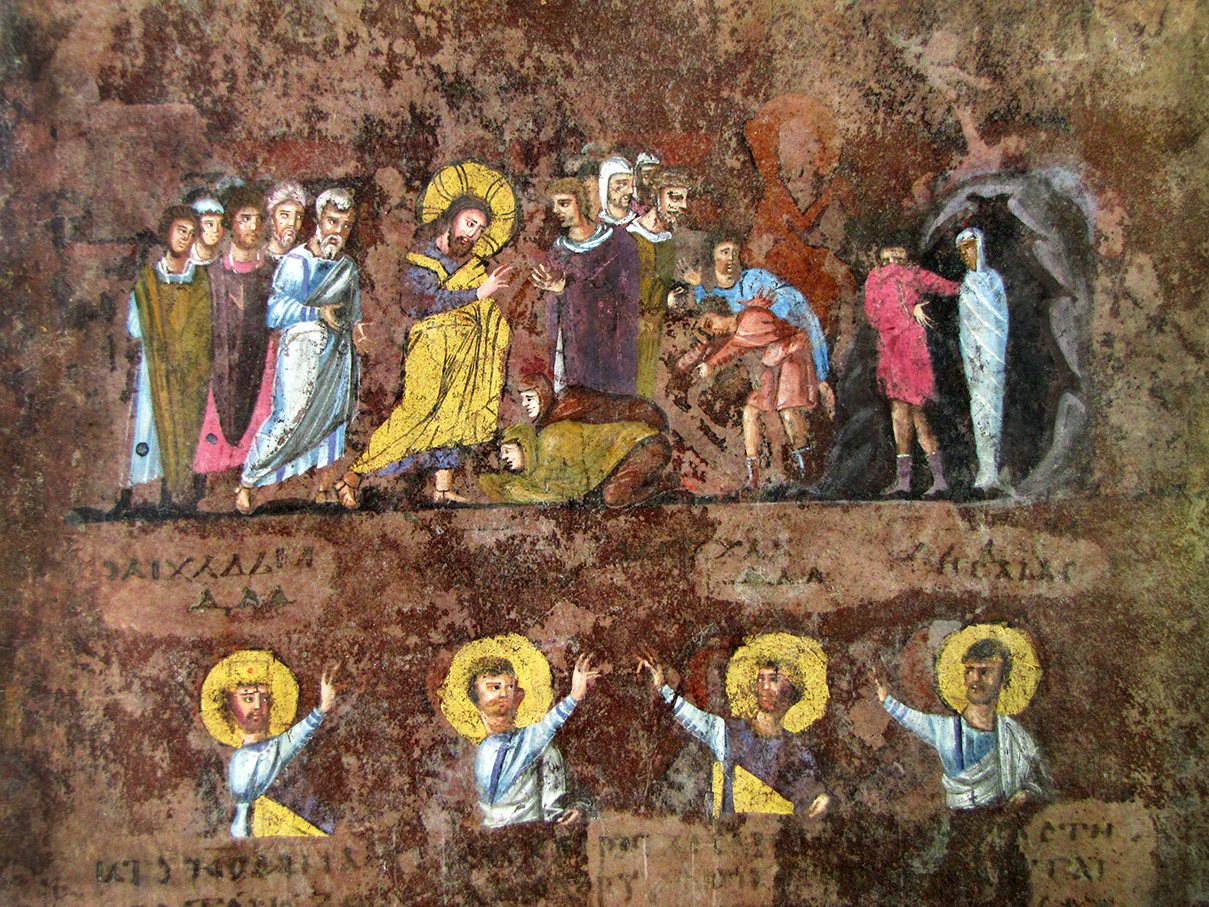
Resurrezione di Lazzaro

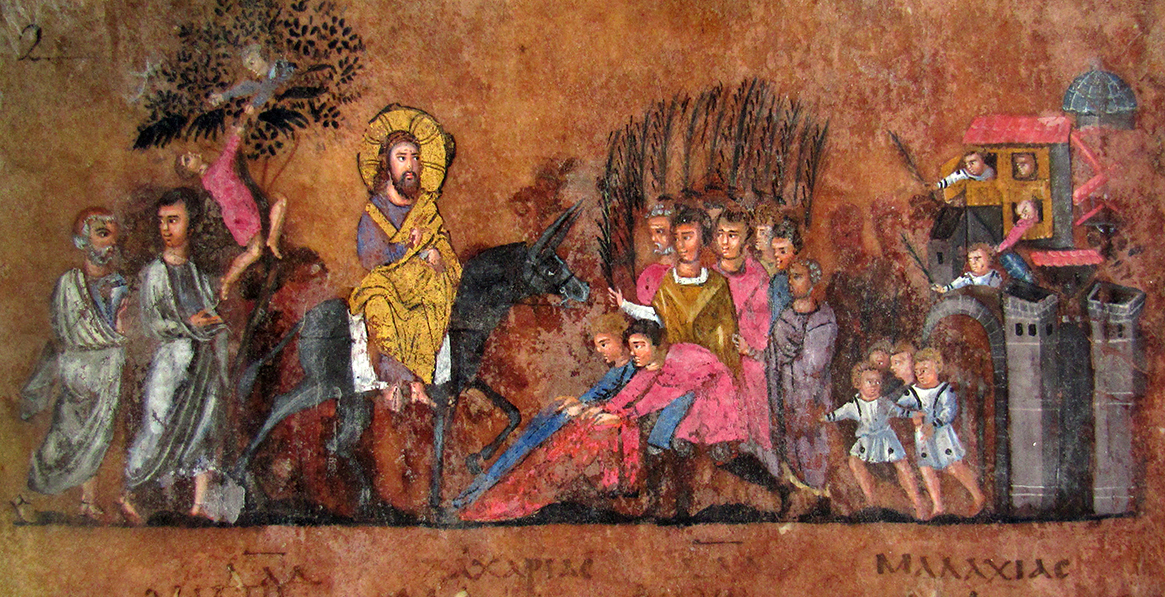
L'ingresso di Gesù a Gerusalemme

Il codice fu ritrovato nel 1831 all'interno della sacrestia della Cattedrale di Maria Santissima Achiropita di Rossano da Scipione Camporata, canonico della Cattedrale, il quale diede ai fogli una prima sistemazione e l’attuale numerazione con inchiostro nero delle pagine. È segnalato, poi, nel 1846, dallo scrittore Cesare Malpica in un libro-reportage intitolato “La Toscana, l’Umbria e la Magna Grecia”. Viene, quindi, presentato all’attenzione della cultura europea ed internazionale nel 1880, da due studiosi tedeschi, Oscar von Gebhardt e Adolf von Harnack nello scritto, pubblicato in quell’anno a Lipsia, dal titolo “Evangeliorum Codex Graecus Purpureus Rossanensis”.
La diocesi di Rossano ha fatto effettuare restauro ed analisi dal 2012 al 2015 dall'Istituto Centrale per il Restauro e la Conservazione del Patrimonio Archivistico e librario del Ministero dei Beni Culturali, e in quell'occasione si è riscontrato che «Le pergamene, contrariamente a quanto si credeva non sono state trattate con il murice, un mollusco gasteropode (conchiglia) da cui si ricavava la porpora reale (diffusa dai fenici), ma utilizzando l'oricello, un colorante di origine vegetale». La tecnica fu scoperta solo a partire dal 1300.

## Descrizione
Il Codex Purpureus Rossanensis è un evangeliario in lingua greca del 550 d.c. È composto di 188 fogli di pergamena (31 x 26 cm) contenenti il Vangelo secondo Matteo e il Vangelo secondo Marco (quest'ultimo con la lacuna 16,14-20), oltre ad una lettera di Eusebio di Cesarea a Carpiano sulla concordanza dei vangeli. In origine conteneva tutti e quattro i vangeli canonici, come si evince dalla prima miniatura che contiene i simboli dei quattro evangelisti e soprattutto dalla presenza delle concordanze eusebiane, e pertanto doveva contare circa 400 fogli. La parte scritta è vergata in maiuscola biblica onciale su due colonne.
Il manoscritto riporta testi vergati in oro ed argento ed è impreziosito da 14 miniature, accompagnate in calce da cartigli descrittivi, che illustrano i momenti più significativi della vita e della predicazione di Gesù, di cui alcune costituiscono tra le prime e più preziose rappresentazioni della figura di Ponzio Pilato, raffigurato come un giudice canuto, assiso sulla sella curulis nell'atto prima di ricevere il Cristo e poi di pronunciare la sentenza della condanna a morte al notarius.